# Uhryńkowce
Uhryńkowce – wieś w rejonie czortkowskim obwodu tarnopolskiego.

## Historia
Została założona w 1442. W II Rzeczypospolitej miejscowość była siedzibą gminy wiejskiej Uhryńkowce w powiecie zaleszczyckim województwa tarnopolskiego. W 1937 ustanowiono Dom Ludowy im. Starosty Krzyżanowskiego w Ukryńkowcach. 
W 1862 w Uhryńkowcach urodził się geofizyk Maurycy Rudzki. 
W nocy z 31 grudnia 1944 na 1 stycznia 1945 Uhryńkowce były miejscem zbrodni na Polakach dokonanej przez oddziały UPA i SKW.